# باران (فیلم ۲۰۰۱)
باران (انگلیسی: Rain) فیلمی است که در سال ۲۰۰۱ منتشر شد. از بازیگران آن می‌توان به مارتون سوکاس اشاره کرد.